# Communauté de communes Bresse Revermont 71
Die Communauté de communes Bresse Revermont 71 ist ein französischer Gemeindeverband mit der Rechtsform einer Communauté de communes im Département Saône-et-Loire in der Region Bourgogne-Franche-Comté. Sie wurde am 1. Januar 2014 gegründet und umfasst 17 Gemeinden. Der Verwaltungssitz befindet sich im Ort Saint-Germain-du-Bois.  Der Gemeindeverband liegt im östlichen Teil des Départements und grenzt an das Département Jura. Der Zusatz "71" weist darauf hin, dass es sich um einen Zusammenschluss der Gemeinden im Département Saône-et-Loire handelt, während sich direkt östlich angrenzend die Communauté de communes Bresse Revermont befindet, die Gemeinden des Départements Jura umfasst.

## Mitgliedsgemeinden
| Gemeinde                                   | Einwohner 1. Januar 2022 | Fläche km² | Dichte Einw./km² | Code INSEE | Postleitzahl |
| ------------------------------------------ | ------------------------ | ---------- | ---------------- | ---------- | ------------ |
| Beaurepaire-en-Bresse                      | 724                      | 10,42      | 69               | 71027      | 71580        |
| Bosjean                                    | 311                      | 18,64      | 17               | 71044      | 71330        |
| Bouhans                                    | 176                      | 10,21      | 17               | 71045      | 71330        |
| Devrouze                                   | 328                      | 14,64      | 22               | 71173      | 71330        |
| Diconne                                    | 373                      | 15,94      | 23               | 71175      | 71330        |
| Frangy-en-Bresse                           | 672                      | 23,68      | 28               | 71205      | 71330        |
| Le Planois                                 | 87                       | 5,17       | 17               | 71352      | 71330        |
| Le Tartre                                  | 109                      | 3,83       | 28               | 71534      | 71330        |
| Mervans                                    | 1.488                    | 28,78      | 52               | 71295      | 71310        |
| Montjay                                    | 199                      | 11,03      | 18               | 71314      | 71310        |
| Saillenard                                 | 810                      | 17,88      | 45               | 71380      | 71580        |
| Saint-Germain-du-Bois                      | 1.947                    | 30,33      | 64               | 71419      | 71330        |
| Savigny-en-Revermont                       | 1.141                    | 27,21      | 42               | 71506      | 71580        |
| Sens-sur-Seille                            | 432                      | 11,70      | 37               | 71514      | 71330        |
| Serley                                     | 595                      | 22,60      | 26               | 71516      | 71310        |
| Serrigny-en-Bresse                         | 187                      | 12,36      | 15               | 71519      | 71310        |
| Thurey                                     | 422                      | 18,22      | 23               | 71538      | 71440        |
| Communauté de communes Bresse Revermont 71 | 10.001                   | 282,64     | 35               | –          | –            |

## Historische Entwicklung
Der Gemeindeverband wurde am 1. Januar 2014 gegründet als Folge des Zusammenschlusses von zwei alten Gemeindeverbänden, nämlich von Saint-Germain-du-Bois, und Beaurepaire-en-Bresse (mit Ausnahme von vier Gemeinden).